# Jupiter Ganymede Orbiter
Pour les articles homonymes, voir JGO.
Jupiter Ganymede Orbiter ou JGO est une mission spatiale proposée par l'Agence spatiale européenne dont l'objectif est d'explorer deux des lunes de Jupiter. À la suite de l'abandon en avril 2011 par la NASA du projet conjoint Jupiter Europa Orbiter d'exploration de la lune Europe, le projet de mission JGO est revu pour y inclure une partie des objectifs de la sonde américaine et rebaptisé Jupiter Icy Moons Explorer ou JUICE.
La sonde spatiale est un orbiteur qui, après avoir effectué plusieurs survols à faible altitude au-dessus de Callisto, se place en orbite polaire autour de Ganymède. La sonde doit utiliser l'assistance gravitationnelle de Vénus et de la Terre (à deux reprises) pour se propulser jusqu'au système jovien.

## Présentation de la mission (avant refonte JUICE)
La mission s'inscrit dans le cadre d'un programme d'exploration américano-européen du système jovien baptisé Europa Jupiter System Mission (EJSM) qui comprend la mission de la NASA Jupiter Europa Orbiter (JEO) qui doit se placer en orbite autour d'Europe. La coordination entre les deux missions doit porter à la fois sur le développement de l'instrumentation scientifique et sur les objectifs scientifiques. Le déroulement de la mission de JGO scientifique débute par une phase durant laquelle la sonde effectue plusieurs survols au-dessus de Callisto avant de se placer en orbite autour de Ganymède pour une étude plus approfondie. La mission principale s'achève en 2029. L'objectif scientifique de la mission est de déterminer dans quelle mesure les lunes de Jupiter et en particulier Ganymède sont susceptibles d'accueillir la vie. Cette mission du programme Cosmic Vision (sonde de 4,6 tonnes) et coûteuse qui emporte 11 instruments scientifiques fait partie des missions phares de l'ESA rattachées à la catégorie L (pour large). La mission européenne est actuellement en concurrence avec deux autres missions européennes, LISA et IXO et une seule de ces trois missions doit être retenue en 2012 (2014 après abandon de la participation américaine).

## Déroulement de la mission (avant refonte JUICE)

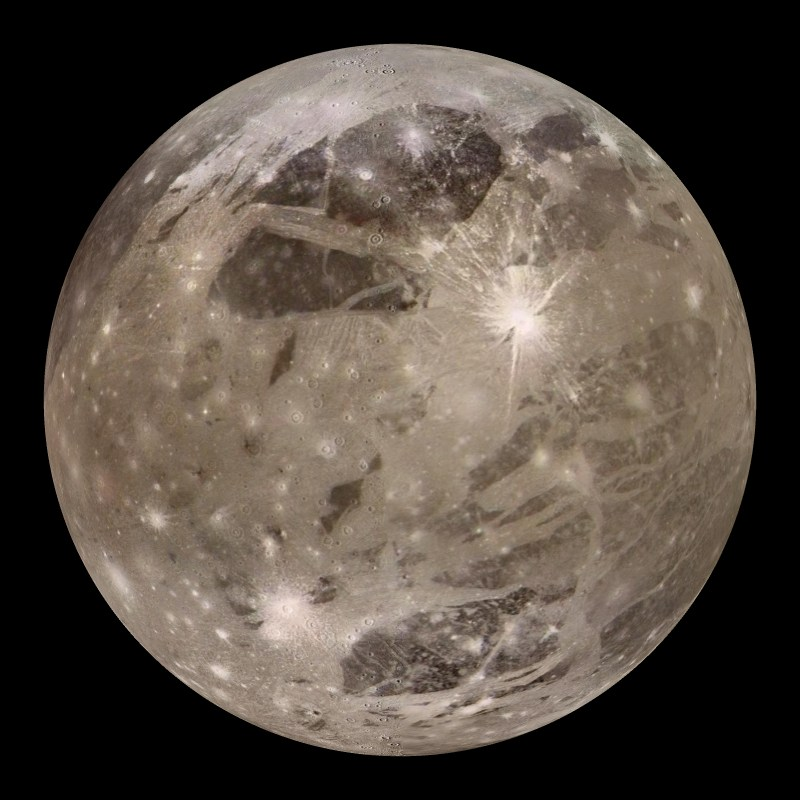
La lune Ganymède principal objectif de la mission JGO.

La sonde spatiale doit être lancée par un lanceur Ariane 5. Pour rejoindre le système jovien, JEO utilise à trois reprises l'assistance gravitationnelle des planètes intérieures. Le déroulement du transit vers Jupiter est le suivant :
- 2020 : lancement.
- juillet 2020 : survol de Vénus.
- avril 2021 : premier survol de la Terre.
- juillet 2023 : deuxième survol de la Terre.
- février 2026 : arrivée dans le système jovien.

La sonde utilise l'assistance gravitationnelle de Io pour s'insérer sur une orbite elliptique initiale de 200 jours autour de Jupiter. L'excentricité de l'orbite est fortement réduite après avoir bouclé un premier tour en utilisant une nouvelle fois l'assistance gravitationnelle de Io (juillet 2026). La mission scientifique démarre dès l'entrée dans le système jovien.
La sonde effectue d'abord 9 survols de Callisto puis se place sur une orbite polaire autour de Ganymède. Durant une première phase de 120 jours, la sonde circule sur une orbite elliptique de 10 000 × 200 km puis sur une orbite circulaire de 5 000 km. Puis, la sonde descend sur une orbite circulaire de 400 km durant 180 jours. La mission principale s'achève en 2029.

## Caractéristiques techniques de la sonde spatiale
La sonde a une masse de 4 590 kg dont environ 2 900 kg de carburant qui doivent permettre de générer environ un Delta-v d'environ 2,5 km/s. L'énergie électrique est fournie par des panneaux solaires orientables de très grande taille (plus de 60 m2) pour compenser l'éloignement du Soleil. Pour affronter le champ magnétique intense de Jupiter, les organes les plus sensibles de la sonde sont abrités derrière un blindage d'environ 10 mm d'aluminium qui représente une masse totale de 80 kg. La sonde doit recevoir une dose de radiations ionisantes derrière son bouclier de 850 grays mais doit être conçue pour résister à 1 500 grays. La sonde est stabilisée sur 3 axes ; lorsqu'elle est en orbite autour de Ganymède, elle est mise en rotation autour d'un de ses axes pour stabiliser son orientation. Le système de télécommunications fonctionne en bande X et Ka et utilise une antenne fixe grand gain de plus de 3 mètres de diamètre.

### La charge utile
La charge utile ainsi que l'avionique représentent une masse de 104 kg. La consommation électrique moyenne allouée à l'instrumentation est de 120 à 150 watts. Il est prévu que la sonde emporte 11 instruments scientifiques :
- le système de télécommunications doit être utilisé pour des mesures de densité (JRST).
- un altimètre laser (LA).
- un radar permettant d'effectuer des observations sur le sous-sol (SSR) comporte une antenne de 10 mètres de long.
- un spectromètre en lumière visible et infrarouge (VIRHIS).
- un instrument de mesure des ondes radio et plasma (RPWI) dispose de plusieurs antennes de 2  à   3 mètres de long.
- un sondeur millimétrique (SWI).
- un équipement utilisé pour effectuer une expérience de sondage de l'atmosphère par occultation radio (USO).
- une caméra à haute résolution (HRC).
- une caméra grand angle munie de 12 filtres (WAC).
- un magnétomètre (MAG) comprend une antenne de 5 mètres de long.
- un instrument de mesure des particules et du plasma (PLP).

## Avancement (avant refonte JUICE)
JGO est présélectionnée. La sonde Jupiter Ganymede Orbiter, qui constitue une mission de la catégorie « phare » du programme Cosmic Vision de classe L (pour Large), est en concurrence avec deux autres missions européennes, LISA et IXO. Une seule de ces trois missions doit être retenue à l'issue du processus de sélection qui a débuté en octobre 2010 et doit s'achever en juin 2011.